# Vườn nho (phim truyền hình)
Vườn nho (tiếng Hàn: 포도밭 그 사나이; Romaja: Podobat Geu Sanai, còn được biết đến với tên khác là The Vineyard Man hay The Man of the Vineyard) là bộ phim truyền hình Hàn Quốc được phát sóng năm 2006 trên đài KBS2. Bộ phim dựa trên tiểu thuyết ăn khách cùng tên của nhà văn Kim Rang.

## Nội dung
"Vườn nho" là bức tranh tuyệt đẹp về thiên nhiên, cuộc sống và con người nơi làng quê mộc mạc, thanh bình với những cánh đồng nho trải dài bạc ngàn.
"Vườn nho" là câu chuyện vui về Lee Ji-hyun (Yoon Eun-hye) - một cô gái sành điệu, sống ở thành phố Seoul hiện đại bậc nhất Hàn Quốc, vì cần tiền để mở công ty thời trang riêng của mình, cô đồng ý về quê làm nông, chăm sóc vườn nho của ông chú trong một năm, với hy vọng, sau đó gia tài này sẽ thuộc về mình, như lời ông chú đã hứa. Ban đầu, Ji-hyun nghĩ rằng, mình sẽ chẳng bao giờ có thể sống lâu dài ở một nơi thiếu văn minh như ở đây, đã vậy, còn "đụng độ" anh chàng nhà quê đáng ghét làm việc tại vườn nho. Thế nhưng, sau khi trải qua nhiều chuyện, Ji-hyun bắt đầu thích ứng với cuộc sống bình dị ở thôn quê, mở lòng đón nhận những người nông dân chân chất và cả anh chàng nhà quê đáng ghét tên Jang Taek-gi (Oh Man-suk).
Xuyên suốt câu chuyện, bộ phim cũng đồng thời gửi một thông điệp nhẹ nhàng nhưng cũng không kém phần sâu lắng đến người xem, rằng vẻ đẹp tâm hồn mới chính là cái níu giữ và gắn kết mọi người lại với nhau.

## Diễn viên

### Diễn viên chính
- Yoon Eun-hye vai Lee Ji-hyun[1][2] (26 tuổi)

Lee Ji-hyun tốt nghiệp đại học ngành thiết kế thời trang, xem tiền bạc là tiêu chuẩn của mọi thứ trong cuộc sống và là mục đích sống duy nhất. Cô có tài, lại khéo tay, nên mơ ước một ngày nào đó sẽ trở thành nhà tạo mẫu nổi tiếng và mở công ty kinh doanh thời trang của riêng mình. Cô chỉ uống cà phê expresso ở những tiệm sang trọng bậc nhất và đi học nhảy để có thể trở thành "cây đinh" của mọi sự chú ý mỗi khi cô đến các câu lạc bộ giải trí. Tuy vẻ ngoài rất bạo dạn, nhưng Ji-hyun có một trái tim nhân hậu và tốt bụng.
Giấc mơ của cô bị dập tắt sau khi cô bị đuổi khỏi công ty thiết kế đang làm việc, bởi sự hiềm khích của đồng nghiệp. Đúng lúc đó, ông chú ở nhà quê ngỏ ý giao lại gia tài là một vườn nho rộng lớn cho cô, sau khi ông qua đời, với điều kiện, cô phải sống và làm việc ở vườn nho một năm. Ji-hyun tuy cũng rất thích tiền, nhưng không chịu về quê sống. Song sau đó, vì không chịu nổi những lời cằn nhằn của mẹ hàng ngày, cô đành phải khăn gói rời khỏi Seoul. Liệu cô gái sành điệu này có thể hòa hợp với cuộc sống ở một nơi mà cô cho là "rừng Amazon của Hàn Quốc"?
- Oh Man-suk vai Jang Taek-gi[3] (32 tuổi)

Jang Taek-gi là một anh chàng đặc chất nông dân với vẻ ngoài thô kệch, làm việc ở vườn nho của ông Lee Byung-dal – ông chú của Ji-hyun. Cha của Taek-gi cũng từng làm việc tại vườn nho này, nhưng năm Taek-gi học trung học thì ông qua đời sau một tai nạn giao thông. Từ đó, ông Lee Byung-dal nuôi Taek-gi khôn lớn, thương anh như con cháu của mình và cho anh đi học đại học. Để đền đáp công ơn của ông Lee, Taek-gi tình nguyện ở lại nông thôn làm việc, chăm sóc vườn nho của ông cũng như mang những kiến thức mình đã học được giúp đỡ bà con nông dân ở đây, mặc dù anh có cơ hội kiếm được một việc làm tốt ở thành phố. Cũng vì vậy mà anh và người bạn gái lâu năm phải chia tay nhau.
Taek-gi và Ji-hyun từng có "ân oán" với nhau vì một chuyện hiểu lầm. Sau này gặp lại ở vườn nho, họ lúc nào cũng cãi vã như chó với mèo. Cũng như Ji-hyun, Taek-gi tuy vẻ ngoài bất cần, lạnh lùng, nhưng rất tốt bụng và biết quan tâm đến người khác. Nhưng, liệu anh chàng "hai lúa" này có thể "thu phục" cô nàng thành thị ương bướng và khó hầu hạ?
- Jung So-young vai Kang Soo-jin (30 tuổi)

Kang Soo-jin là bạn gái cũ của Taek-gi ở trường đại học, xuất thân từ một gia đình danh giá nên trông cô lúc nào cũng thanh lịch, sang trọng và thông minh. Soo-jin ra nước ngoài du học, sau khi Taek-gi từ chối lời đề nghị đi cùng với cô. Học xong, trở về Hàn Quốc, Soo-jin tìm được việc làm ở viện nghiên cứu sinh học. Cô có ý định mang Taek-gi ra khỏi vùng quê mà anh đang "bám rễ", nên chiêu dụ anh về làm việc ở viện, nhưng Taek-gi nhiều lần chối từ.
Khi phát hiện Ji-hyun có thể là nguyên nhân khiến Taek-gi không chịu rời bỏ vườn nho, Soo-jin không muốn mất người yêu một lần nữa, nên đề ra kế hoạch sản xuất rượu nho và thường xuyên thăm viếng Taek-gi, đi cùng với các chuyên gia về nho và rượu nho. Không chỉ vậy, cô còn dựng một container gần nông trại của Taek-gi, bảo rằng sẽ sống ở đó cho đến khi anh đồng ý đi với cô.
- Kim Ji-suk vai Kim Kyung-min (33 tuổi)

Kim Kyung-min là người mà Ji-hyun yêu thầm nhiều năm trước. Anh đẹp trai, hào hoa và có khiếu hài hước. Ji-hyun gặp Kyung-min tại câu lạc bộ của trường và yêu anh từ cái nhìn đầu tiên, nhưng nỗ lực chinh phục trái tim chàng trai này của cô bị thất bại, vì lúc đó, Kyung-min đang có một cô bạn gái rất xinh đẹp.
Một lần tình cờ, Ji-hyun phát hiện ra, Kyung-min hiện đang làm bác sĩ tại Trung tâm y tế công cộng của một ngôi làng nhỏ gần vườn nho của cô, anh vẫn độc thân và quan trọng là... anh còn đẹp trai và quyến rũ hơn cả trước kia. Ji-hyun quyết định đây đúng là thời cơ tốt để cô chiếm giữ trái tim anh.

### Diễn viên phụ
- Kang Eun-bi vai Park Hong-yi
- Lee Soon-jae vai Lee Byung-dal (Ông chú của Ji-hyun)
- Bang Eun-hee vai Seo Young-ran
- Lee Ji-oh vai Lee Myung-goo
- Jang Jung-hee vai Lee Jang-daek
- Son Young-choon vai quản đốc
- Hwang Mi-sun vai Han Myung-sook
- Amanda vai Maria
- Kim Chang-wan vai Lee Hyung-man
- Lee Mi-young vai Choi Ok-sook
- Jo Gyu-chul vai Ji-ho
- Ok Ji-young vai Moon Eun-young
- Choi Myung-kyung vai Park Hong-chul
- Lee Sook vai mẹ của Hong-yi
- Yoon Moon-sik vai Park Young-gam
- Sun Woo Yong-nyu vai Song Mal-ja
- Lee Dal-hyung vai Oh Young-bae

## Giải thưởng
Grimae Awards 2006
- Nữ diễn viên xuất sắc nhất: Yoon Eun-hye

Giải thưởng truyền hình KBS năm 2006
- Diễn viên mới: Oh Man-suk, Yoon Eun-hye
- Cặp đôi đẹp nhất: Yoon Eun-hye và Oh Man-suk

## Trình chiếu ở nước ngoài
- Việt Nam: Bộ phim được mua bản quyền và phát sóng trên kênh HTV9 vào lúc 22:30 từ ngày 21 tháng 5 năm 2007.